# Boukpassiba
Boukpassiba est une petite ville du Togo située dans la Préfecture de Bassar, dans la région de la Kara.

## Géographie
Boukpassiba est situé à environ 53 km de Kara.

## Vie économique
- Marché paysan tous les lundis.

## Lieux publics
- École primaire